# Adolf Mayer
Pour les articles homonymes, voir Mayer.
Adolf Eduard Mayer (9 août 1843-25 décembre 1942) est un  chimiste agricole  allemand dont les travaux sur la maladie de la mosaïque du tabac ont joué un rôle important dans la découverte du virus de la mosaïque du tabac et des virus en général.

## Biographie
Adolf Mayer est né en 1843 dans la famille de Karl August Mayer (de), professeur de l'ancien lycée d'Oldenbourg (de). Sa mère est la fille du célèbre chimiste allemand Leopold Gmelin. De 1860 à 1862, il étudie les mathématiques et la chimie à l'institut de technologie de Karlsruhe. En 1862, il s'inscrit à l'université de Heidelberg, où il obtient en 1864 un doctorat en chimie, physique et mathématiques avec mention.

## Recherches sur la mosaïque du tabac
En 1879, alors que Mayer occupe le poste de directeur de la station d'expérimentation agricole à Wageningue (Pays-Bas), des agriculteurs néerlandais lui demandent d'étudier une maladie particulière affectant les cultures de tabac. Mayer publie un article en 1886 sur la maladie, qu'il appelle « maladie de la mosaïque du tabac », et en décrit les symptômes en détail.
Il démontre que la maladie peut être transmise en utilisant la sève des plants de tabac infectés comme  inoculum pour infecter des plants sains. À l'époque, on pense que cette maladie est transmise par de très petites bactéries ou toxines, mais quelques années plus tard on a démontré que le « coupable » est le virus de la mosaïque du tabac (TMV). Mayer emploie la microscopie optique pour rechercher des signes de champignons ou de bactéries dans la sève infectée, mais il n'en trouve aucun, car le TMV est trop petit pour être détecté à l'aide d'un microscope optique. Adolf Mayer conclut tout de même que l'agent infectieux est une sorte de bactérie et prétend à tort qu'il est capable d'obtenir un « filtrat clair » à partir de la sève infectée en utilisant du papier filtre en plusieurs reprises.
Des expériences de filtration avec du papier et des filtres Chamberland en porcelaine plus fine sont reproduites par Dmitri Ivanovski en 1892 et Martinus Beijerinck en 1898. Ces derniers montrent que l'agent infectieux de la maladie de la mosaïque du tabac est en fait infiltrable. Martinus Willem Beijerinck invente le terme de « virus » pour indiquer une nature non bactérienne de la maladie de la mosaïque du tabac. En 1935, le virus de la mosaïque du tabac est le premier virus à être cristallisé. Malgré sa conclusion erronée, les travaux pionniers d'Adolf Mayer sur la maladie de la mosaïque du tabac constituent une étape importante dans la découverte des virus et conduisent à la fondation du domaine de la virologie,